# جواو غويليرمي
جواو غويليرمي (بالبرتغالية: João Guilherme Leme Amorim‏) هو لاعب كرة قدم برازيلي في مركز قلب الدفاع، ولد في 21 أبريل 1986 في Bilac ‏ في البرازيل. شارك مع منتخب البرازيل تحت 17 سنة لكرة القدم. أما مع النوادي، فقد لعب مع نادي أبويل ونادي إنترناسيونال ونادي ماريتيمو.

## وصلات خارجية
- جواو غويليرمي على موقع الاتحاد الدولي (مؤرشف)  (الإنجليزية)
- جواو غويليرمي على موقع قاعدة بيانات كرة القدم.إي يو (الإنجليزية)
- جواو غويليرمي على موقع Soccerway.com (الإنجليزية)
- جواو غويليرمي على موقع AS.com (الإسبانية)